# Hildegardis-Schwestern vom Katholischen Apostolat

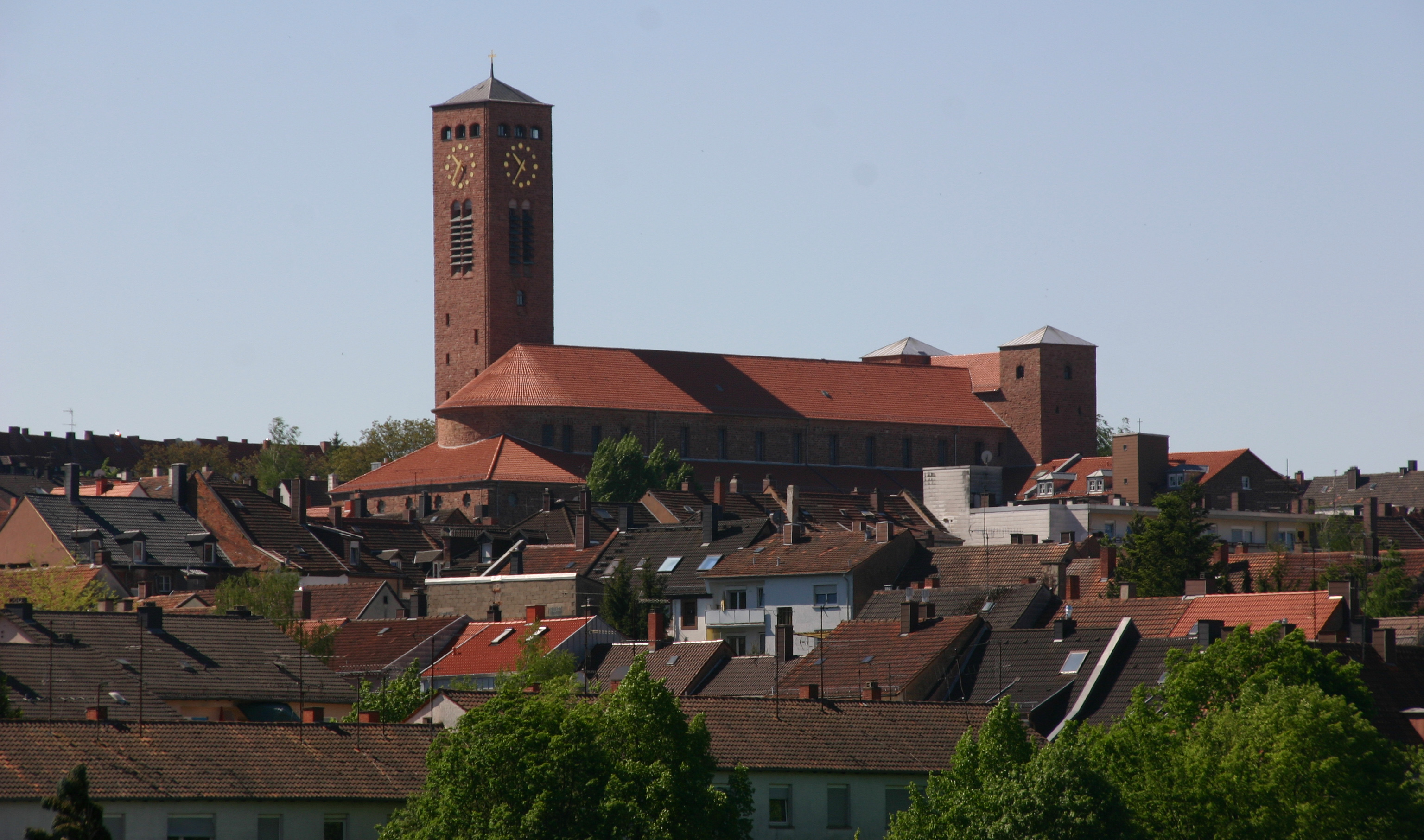
Schwesternhaus (rechts im Hintergrund) neben der katholischen Kirche St. Anton

Die Katholische Ordensgemeinschaft der St.-Hildegardis-Schwestern vom Katholischen Apostolat wurde 1921 durch Pater Adolf Panzer und Schwester M. Christine Mehn SAC in Ebertsheim begründet und 1927 durch den Bischof von Speyer approbiert.
Zwischen 1923 und 1956 befand sich das Mutterhaus, genannt „Haus Nazareth“, in Boßweiler. Hier lebten, wirkten und starben auch der Ordensgründer Pater Adolf Panzer (1884–1925) und sein Nachfolger Spiritual Hermann Knoll (1897–1935). Beide Priester – die Gründerväter der Kommunität – lagen ursprünglich auf dem Friedhof Quirnheim begraben; man bettete sie anlässlich der Verlegung des Mutterhauses nach Gimmeldingen, ins Kloster Hildenbrandseck, am 29. Oktober 1959 dorthin um. 1965 waren es noch 83 Schwestern, 2004 veräußerten sie wegen mangelnden Nachwuchses dieses Kloster und verlegten das Mutterhaus nach Pirmasens in ein an die Kirche St. Anton angegliedertes Schwesternhaus im Winzler Viertel. 2010 bestand der Orden lediglich noch aus 16 Schwestern, die alle im Bistum Speyer lebten.
1930 befand sich die bekannte, angeblich stigmatisierte, Therese Neumann von Konnersreuth bei den Hildegardis-Schwestern in Boßweiler zu Besuch.
Nach den Satzungen des heiligen Vinzenz Pallotti lebend, beteiligten sie sich ursprünglich an der Seelsorge, waren aber auch in der Kranken- und Familienpflege, wie auch in der Kinder- und Jugendarbeit tätig.